# Стари Влах
Стари Влах е историко-географска област заемаща югозападните части на Централна Сърбия.

## География
Стари Влах е планински район с развиващо се скотовъдство и селски туризъм. Тук са планинските масиви на Златибор и Златар.

## Обхват
Областта обема територии от Златиборски и Моравишки окръг с пет сегашни сръбски общини (Ариле, Иваница, Нова Варош, Град Ужице, Детина), както и северните части на общините Прибой и Приеполе с малка част от община Сеница.

## Култура
Районът е богат на културни забележителности свързани със сръбската история. Сред най-известните паметници на Стари Влах е манастира Милешево.